# Aeroporto Internazionale di Chennai
L'Aeroporto Internazionale di Chennai (IATA: MAA, ICAO: VOMM) (tamil:சென்னை பன்னாட்டு வானூர்தி நிலையம் ) è situato a Tirusulam, 7 km a sud di Chennai in India. Si tratta di uno dei più grandi aeroporti situati nel paese, il terzo più grande dell'India, (dopo Delhi e Mumbai), è un centro di movimento internazionale con circa 12 milioni di passeggeri nel 2007 ed è servito da più di venticinque compagnie aeree. Per quanto riguarda il passaggio di aerei cargo l'aeroporto è inferiore tra quelli indiani solo all'aeroporto di Mumbai. Si trova vicino ai sobborghi di Meenambakkam e di Tirusulam, con ingresso merci nel primo luogo e passeggeri nel secondo.

## Storia

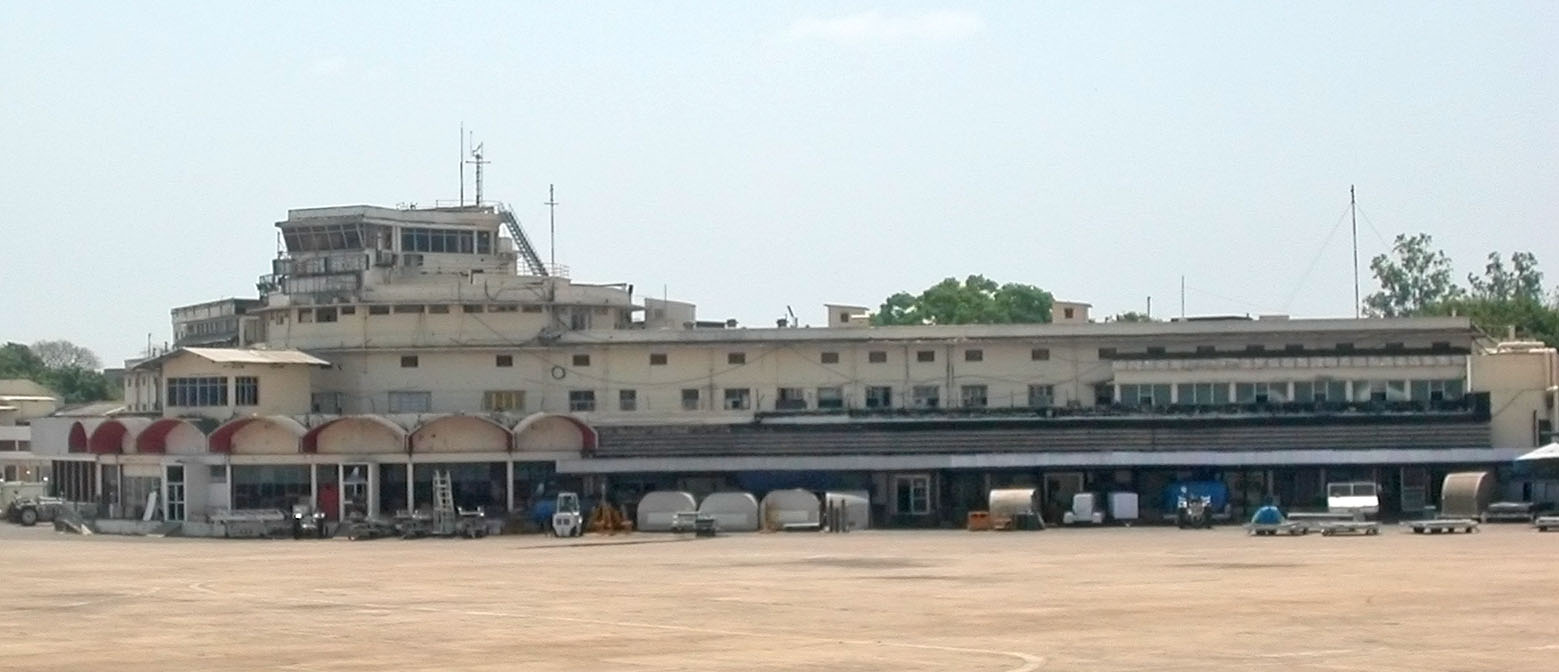
Il vecchio terminal a Meenambakkam

Il Chennai fu uno dei primi aeroporti dell'India, oltre ad essere stato la prima destinazione finale del volo Air India da Bombay (Mumbai) tramite Belgaum nel 1954. Il primo terminal passeggeri fu costruito nel lato nord-est del campo di aviazione, situato nel sobborgo di Meenambakkam, a seguito del quale fu nominato Aeroporto di Meenambakkam. Successivamente fu costruito un nuovo terminal a Tirusulam, più a sud e vicino a Pallavaram nel quale furono spostate tutte le operazioni inerenti ai passeggeri. Il vecchio edificio terminal viene oggi utilizzato come terminal cargo, oltre ad essere la base delle compagnia indiana Blue Dart.

## Incidenti
Nell'agosto 1984, una bomba a 1.200 metri dall'aeroporto uccise 33 persone e ne ferì altre 27.